# Parker (Kansas)
Pour les articles homonymes, voir Parker.
Parker est une ville américaine située dans le comté de Linn, au Kansas. Selon le recensement de 2010, sa population est de 277 habitants.